# Kokosbollsfabriken i Blackeberg
Kokosbollsfabriken i Blackeberg var belägen på Ibsengatan 86 i Blackeberg mellan 1951 och 2015. Fabriken ägdes av företaget Lincals Konfektyr som från början var ett familjeföretag. I fabriken tillverkades kokosbollar och havrebollar. Sommaren 2009 utsattes fabriken för ett väpnat rån. I dag äger företaget Delicato varumärket Lincals Konfektyr och fabriken flyttade från Blackeberg 2015.